# 湘南グリーンサービス
湘南グリーンサービス（しょうなんグリーンサービス）は、神奈川県藤沢市にある造園会社。
創業者で社長の冨田改は、造園家であると共に自然環境の再生を行っている。樹木医で、日本樹木医会の神奈川支部長としてかながわの名木100選の調査、天然記念物の小田原市の御感の藤の再生、NPO法人「里地里山景観と農業の再生プロジェクト」を行っている。またビオトープ施工管理士として藤沢に生息している野生の生き物（蛍・ヤマユリ等）の再生も手掛けている。
顧問であるガーデンデザイナー玉崎弘志は、個人邸の設計・施工以外にも園芸家としてNHKの『趣味の園芸』に出演、国際バラとガーデニングショウ企画・審査員、浜名湖花博ではモネの庭（花の美術館）を再現した。現在はジャパンガーデンデザイナーズ協会(JAG)会長であり、英国王立園芸協会日本支部(RHSJ)や明星大学造形芸術学科ガーデンデザインコースでの講師も行っている。

## 主な業務内容
1. 個人邸のエクステリアの設計･施工
2. マンションの外構の設計・施工・管理
3. 屋上庭園の設計･施工・管理
4. 庭の管理
5. バラの管理
6. 樹木医による樹木診断
7. 漢方薬による樹木の管理